# 抗不整脈薬
抗不整脈薬（こうふせいみゃくやく）とは不整脈の治療に用いる薬である。不整脈治療薬とも言う。頻脈性の不整脈に用いることが多い。

## 分類
抗不整脈薬はVaughan-Williams分類（英語版）やSicilian Gambit分類（英語版）に従って分類される。各々の分類は抗不整脈薬の考え方が異なる。

### ヴォーン・ウィリアムズ分類

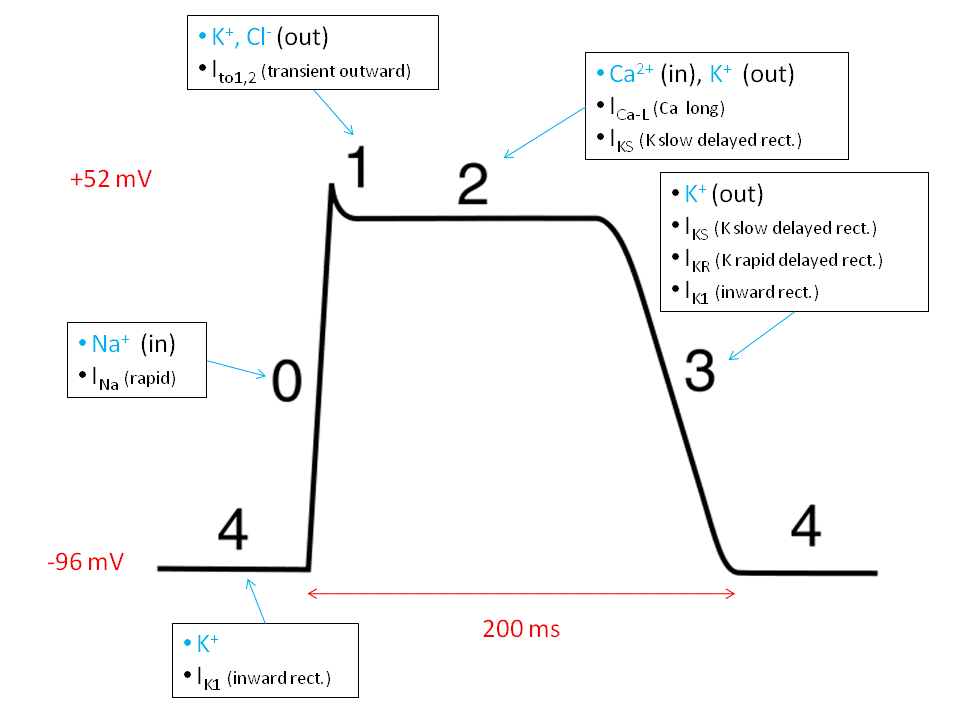
標準的な心筋の活動電位遷移モデル

ヴォーン・ウィリアムズ分類（Vaughan-Williams分類）は比較的単純で経験的に不整脈の種類に対する効果を反映するので今でもよく用いられる古典的な分類である。基本的に活動電位に及ぼす作用を、基に抗不整脈薬を分類している。1980年代より既にこの分類の限界は示されている。まずは分類法が活動電位だけを基準にしておらずβブロッカーやCa拮抗薬という分類になっていることがあげられる。これでは同じ薬物が複数の群に属してしまう可能性がある。また抗不整脈薬として重要なATP、ジゴキシン、アトロピンなどが含まれていない。また単純心筋の活動電位に対する薬理学的な効果で分類しているため、特殊心筋や病的心筋に対する作用はよくわからない。そして薬効の強さが、分類に反映されていないといったことがあげられる。

#### I群
I群に分類される薬は活動電位の最大立ち上がり速度を減少させるものである。具体的にはNaチャネル抑制効果をもつ薬物であり、膜の安定化作用をもつ薬物である。I群はさらに活動電位持続時間に対する作用によって3つに細分化される。Iaは活動電位持続時間を延長させるものであり、Ibは活動電位持続時間を短縮させるものである。Icは活動電位持続時間を変化させないものである。

Ia群
Ib群
Ic群

##### Ia群
活動電位の最大立上り速度を減少させ、活動電位持続時間を延長させるNaチャネル遮断薬である。キニジン（キニジン）、プロカインアミド（アミサリン）、ジソピラミド（リスモダン）、シベンゾリン（シベノール）、ピルメノール（ピメノール）などが含まれる。上室性不整脈、心室性不整脈どちらにでも使うことがある群である。歴史的にはキニジンが有名であるが用いられることは少ない。同様に経口薬のプロカインアミドもあまりもちいられない。
プロカインアミド
静注薬としては非専門医でも扱いやすいと言われている、安全性の高い薬物である。その場合は他のIa群やIc群の代用として用いられることが多い。600mg程度の投与であれば不整脈治療の経験がほとんどない医師でも対応可能な範囲内の効果が期待できる。400mg投与あたりで徐脈、QRS拡大といった心電図変化がみられる。
ジソピラミド
Naチャネル遮断作用と一部のKチャネル遮断作用と強い抗コリン作用をもつ。抗不整脈薬の代表格のひとつである。尿閉、口渇は頻度の多い副作用である。まれだが低血糖を起こすこともある。
シベンゾリン
Naチャネル遮断作用と一部のKチャネル遮断作用とわずかなCaチャネル遮断作用と弱い抗コリン作用をもつ。副作用はジソピラミドより少ないが、まれに低血糖を起こすのは変わらない。
ピルメノール
Naチャネル遮断作用と一部のKチャネル遮断作用をもつ。他のI群薬に抵抗性の心房細動で非常に効果的であることがある。

##### Ib群
活動電位の最大立上り速度を減少させ、活動電位持続時間を減少させるNaチャネル遮断薬である。リドカイン（キシロカイン、オリベス）、メキシレチン、フェニトイン、アプリンジン（アスペノン）などが含まれる。心室性不整脈に用いられる。
リドカイン
心室性不整脈、特にVTの停止と予防の目的で用いられる薬である。キシロカインとしては静注用2%（100mg/5mL）が存在する。1回に0.5～1バイアルを使用する。10%キシロカイン点滴用は現時点では誤点滴が多かったため使用できなくなっている。同様のリドカイン製剤にオリベス点滴用1%と静注用2%がある。通常、塩酸リドカインとして、1分間に1～2mg（0.1～0.2mL）の速度で静脈内注射する。必要な場合には投与速度を増してもよいが，1分間に4mg（0.4mL）以上の速度では重篤な副作用があらわれるので、1分間に1～2mgに留めるのが常識である。無効時はプロカインアミド500mg（1Aが100mg/1mL）をブドウ糖液で20mLとし静注する。オリベスはキシロカインと同じリドカイン製剤である。こちらは静注用は100mg/5mLである。静注では1回50～75mgまたは1mg/kgの投与で10～20分毎の反復投与となる。1時間の最大投与は300mgまでとする。点滴では1000mg/10mLである。5%ブドウ糖液で100mLとすると10mg/mLとなるため、6～24mL/hrで維持をする。一日2000～2500mgまで投与可能で24mL/hr以上の速度で投与はしない。
キシロカインにはエピレナミン（アドレナリン）含有の物もあるので注意する。
メキシレチン
リドカインとほとんど使い勝手は変わらないが経口薬があるためこちらがよく用いられる。リドカインと同様に安全域は非常に高く、症状を伴うPVCなどではよい適応となる。経口薬では300mg分3などで用いられることが多い。静注はリドカインアレルギーの際にリドカインの代用として用いる。静注での維持量は0.4～0.6mg/kg/hrであるためメキシチール4A(1000mg)を5%ブドウ糖で100mlとすると10mg/mLとなるので、体重が50kgならば2～3mL/hrで維持ができる。
アプリンジン
Ib群の中で唯一、上室性不整脈に効果がある薬である。安全性が高く、心房細動の治療ではよく用いられる。

##### Ic群
活動電位の最大立上り速度を減少させ、活動電位持続時間を変化させないNaチャネル遮断薬である。フレカイニド（タンボコール）、プロパフェノン（プロノン）、ピルシカイニド（サンリズム）などが含まれる。上室性不整脈、心室性不整脈の両方に使うことがある。不整脈の治療で用いられるようになったのは比較的近年である。他剤で無効であったら投与開始とするべきとされているが、2008年現在、最初から使用することを躊躇する危険性はほとんどない。
ピルシカイニド
心房細動でよく用いられる。心臓以外の影響がほとんどない安全性の高い抗不整脈薬である。非常によく用いられるのは薬効の高さではなくリスクの少なさによるところが大きい。同様の安全性の高さで心房細動の患者の動悸といった症状に対応できる薬としてはIb群のアプリンジンが知られている。
フレカイニド
器質性心疾患を背景としないPSVTやPafに対して安全で高い効果が期待できる薬である。心房粗動にはほとんど無効である。CASTスタディで用いられたため患者の予後を悪くする抗不整脈薬のイメージがあるが、それはあくまでも器質性心疾患の場合である。
プロパフェノン
特に特徴がないIc群の薬である。

#### II群
β受容体遮断薬である。プロプラノロール（インデラル）やアテノロール（テノーミン）ビソプロロール（メインテート）などが含まれる。洞頻脈に用いられる。

#### III群
活動電位持続時間を延長させる薬物である。ほとんどのものがカリウムチャネル遮断薬であるが、それ以外の作用機序のものも含まれる。他の抗不整脈薬が無効である場合の第二選択として用いられることが多い。アミオダロン（アンカロン）、ソタロール（ソタコール）、ニフェカラント（シンビット）などがある。
アミオダロン
肺毒性、甲状腺機能異常といった副作用が強いが薬効は他の抗不整脈薬を卓越している。非専門医が用いるのは危険である。
ソタロール
肺機能障害がありアミオダロンが使いにくい時に用いられる薬。

#### IV群
カルシウム拮抗薬（Ca拮抗薬）である。発作性上室性頻拍（PSVT）に用いられることが多い。頻脈性不整脈に使用されるのは非DHP系カルシウム拮抗薬のベラパミル（ワソラン）、ジルチアゼム（ヘルベッサー）、ベプリジル（ベプリコール）である。一方、DHP系カルシウム拮抗薬ニフェジピン（アダラート）などは抗不整脈作用を持たず、あくまで降圧薬や狭心症の発作予防としてのみ用いる。これらの薬剤による個性は洞結節や房室結節のCaチャネルと血管のCaチャネルとの親和性の違いで説明されている。
ベラパミル
心房細動や心房粗動のレートコントロールやPSVTの停止と予防に使用される。特発性心室頻拍のうち右脚ブロックと左軸偏位型のものはベラパミル感受性であることが知られており、リドカインではなくベラパミル投与で停止させることができる。欧米では降圧薬として使用されているが、日本では適応を取得していない。
ジルチアゼム
古典的なCa拮抗薬のうちベラパミルとジルチアゼムが抗不整脈作用のあるCa拮抗薬として知られており海外では汎用されている。アムロジピンが登場する以前はCa拮抗薬と言えばニフェジピン、ジルチアゼム、ベラパミルの3つが主流であった。ジルチアゼムはニフェジピンとベラパミルの中間的な性格を持っている。すなわち降圧効果、冠スパズム防止効果(狭心症治療)と徐脈効果をもっている。降圧効果はアムロジピンに劣るが、徐脈効果はアムロジピンよりも強いため心拍数の高い高血圧患者の治療を1剤で行いたいとき、あるいは心筋酸素消費量を抑制し冠スパズム予防効果に優れることから狭心症(特に冠スパズム)の第一選択薬に用いられる。国内ではベラパミルに比べて頻拍性不整脈には汎用されていないが、心抑制作用が少なく、心抑制をきたしたくない場合などのPSVT治療に用いる。心房細動に対しリズムコントロールと比較検討したAFFIRM試験では、レートコントロール群の3割以上の症例に使用されていた。
ベプリジル
アミオダロンと同様にマルチチャネル遮断薬のため、他のCa拮抗薬とは扱い方が大きく異なる。多剤併用でコントロール不能である心房細動などに用いられることが多い。あくまでも他剤で無効であったら用いる薬物であり、200mg/dayを超えて投与されることはあまりない。

### ヴォーン・ウイリアムズ分類に含まれない抗不整脈薬（V群）

#### ATP
ATP（アデホス）は脱リン酸化を経てアデノシンとして作用する。房室伝導を強力に抑制するため、房室結節を回路に含む頻拍はすべて停止させることができる。とくに発作性上室性頻拍（PSVT）ではよく用いられる。半減期が10秒であるために急速に静注する必要がある。気管支攣縮や冠動脈攣縮を起こす可能性があるため、気管支喘息の患者や虚血性心疾患の患者には用いない。ジピリダモール（ペルサンチン）が投与されていると効果が遷延するので注意が必要である。約20%の患者に胸部の不快感が出現することがある。ATP5mgを生理食塩水で希釈し5mLとし、1秒間で投与する。ATP5mgでは効かないことがほとんどであるので、3分後にATP10mgを生理食塩水で希釈し5mlとし、1秒間で投与する。無効ならば20mgまで行う。大抵は10mgでPSVTは停止する。カルシウム拮抗薬と異なり陰性変力作用は認めないため血圧低下時には非常に使いやすい。ただしPSVTの停止はできてもその後の再発予防効果は期待できない。βブロッカーよりはベラパミルの方が陰性変力作用が弱いため、再発予防にはベラパミルを用いることがある。

### シシリアン・ギャンビット分類
1990年、イタリアのシシリー島で開かれたSicilian Gambit会議で提唱された分類がシシリアン・ギャンビット分類（Sicilian Gambit分類）である。これは抗不整脈薬を活動電位ではなくイオンチャネル、ポンプ、受容体に対する作用で分類しようという概念である。この分類を用いることで不整脈のマネジメントは不整脈を心電図や身体診察で診断し、診断された不整脈の機序に基づいて標的となる蛋白質を同定し、それに対する薬物療法を用いるという論理的なアプローチが可能となることを目標としている。考え方としては非常によいのだが、でき上がった分類は抗不整脈薬の性質のデータベースのようなものであり非専門医には扱いにくいものとなってしまった。
| 薬剤             | VW 分類 | イオンチャネル | イオンチャネル | イオンチャネル | イオンチャネル | イオンチャネル | イオンチャネル | 受容体 | 受容体 | 受容体 | 受容体 | ポンプ      | 臨床効果  | 臨床効果 | 臨床効果 | 心電図所見 | 心電図所見 | 心電図所見 |
| 薬剤             | VW 分類 | Na             | Na             | Na             | Ca             | K              | If             | α      | β      | M2     | A1     | Na-K ATPase | 左室 機能 | 洞 調律  | 心外 性  | PR         | QRS        | JT         |
| 薬剤             | VW 分類 | 速             | 中             | 遅             | Ca             | K              | If             | α      | β      | M2     | A1     | Na-K ATPase | 左室 機能 | 洞 調律  | 心外 性  | PR         | QRS        | JT         |
| ---------------- | ------- | -------------- | -------------- | -------------- | -------------- | -------------- | -------------- | ------ | ------ | ------ | ------ | ----------- | --------- | -------- | -------- | ---------- | ---------- | ---------- |
| リドカイン       | Ib      | L              |                |                |                |                |                |        |        |        |        |             | →         | →        | M        |            |            | ↓          |
| メキシレチン     | Ib      | L              |                |                |                |                |                |        |        |        |        |             | →         | →        | M        |            |            | ↓          |
| プロカインアミド | Ia      |                | HA             |                |                | M              |                |        |        |        |        |             | ↓         | →        | H        | ↑          | ↑          | ↑          |
| ジソピラミド     | Ia      |                |                | HA             |                | M              |                |        |        | L      |        |             | ↓         | →        | M        | ↑↓         | ↑          | ↑          |
| キニジン         | Ia      |                | HA             |                |                | M              |                | L      |        | L      |        |             | →         | ↑        | M        | ↑↓         | ↑          | ↑          |
| プロパフェノン   | Ic      |                | HA             |                |                |                |                |        | M      |        |        |             | ↓         | ↓        | L        | ↑          | ↑          |            |
| アプリンジン     | Ib      |                | HI             |                | L              | L              | L              |        |        |        |        |             | →         | →        | M        | ↑          | ↑          | →          |
| シベンゾリン     | Ia      |                |                | HA             | L              | M              |                |        |        | L      |        |             | ↓         | →        | L        | ↑          | ↑          | →          |
| ピルメノール     | Ia      |                |                | HA             |                | M              |                |        |        | L      |        |             | ↓         | ↑        | L        | ↑          | ↑          | ↑→         |
| フレカイニド     | Ic      |                |                | HA             |                | L              |                |        |        |        |        |             | ↓         | →        | L        | ↑          | ↑          |            |
| ピルシカイニド   | Ic      |                |                | HA             |                |                |                |        |        |        |        |             | ↓         | →        | L        | ↑          | ↑          |            |
| ベプリジル       | IV      | L              |                |                | H              | M              |                |        |        |        |        |             | →         | ↓        | L        |            |            | ↑          |
| ベラパミル       | IV      | L              |                |                | H              |                |                | M      |        |        |        |             | ↓         | ↓        | L        | ↑          |            |            |
| ジルチアゼム     | IV      |                |                |                | M              |                |                |        |        |        |        |             | ↓         | ↓        | L        | ↑          |            |            |
| ソタロール       | III     |                |                |                |                | H              |                |        | H      |        |        |             | ↓         | ↓        | L        | ↑          |            | ↑          |
| アミオダロン     | III     | L              |                |                | L              | H              |                | M      | M      |        |        |             | →         | ↓        | H        | ↑          |            | ↑          |
| ニフェカラント   | III     |                |                |                |                | H              |                |        |        |        |        |             | →         | →        | L        |            |            | ↑          |
| ナドロール       | II      |                |                |                |                |                |                |        | H      |        |        |             | ↓         | ↓        | L        | ↑          |            |            |
| プロプラノロール | II      | L              |                |                |                |                |                |        | H      |        |        |             | ↓         | ↓        | L        | ↑          |            |            |
| アトロピン       | V       |                |                |                |                |                |                |        |        | H      |        |             | →         | ↑        | M        | ↓          |            |            |
| ATP              | V       |                |                |                |                |                |                |        |        |        | G      |             | ？        | ↓        | L        | ↑          |            |            |
| ジゴキシン       | V       |                |                |                |                |                |                |        |        | G      |        | H           | ↑         | ↓        | H        | ↑          |            | ↓          |

遮断作用の相対的な強さ
L：低、M：中、H：高、G：アゴニスト
添字
A：活性化チャネルブロッカー、I：不活性化チャネルブロッカー

## 副作用
特徴的な副作用には陰性変力作用といった心機能に対する副作用と催不整脈作用があげられる。

## 腎機能障害時の抗不整脈薬投与について
腎機能障害時は抗不整脈薬の投与量を減量する必要がある。

## 抗不整脈薬の使い方

### 期外収縮
基本的には症状がない、あるいは症状が我慢できるのなら器質性心疾患の有無に限らず上室性期外収縮（PAC）、心室性期外収縮（PVC）の数を減少を目的とした治療は行わない。これは決して期外収縮がすべて良性所見ということを示しているわけではなく、心筋梗塞後のPVCの数は予後不良因子となるのだがPVCを減少させることが予後改善に結びつかず、むしろ悪化するというCAST studyの結果があるためである。期外収縮の薬物療法は器質的心疾患がなく、自覚症状が強く、QOLが阻害されている場合である。器質性心疾患の除外は心臓超音波検査で行い、期外収縮が症状の原因かを確かめるにはホルター心電図を行う。PACやPVCの正確な数は数えることが困難であることも多く、厳密な評価は必要ない。

#### 上室性期外収縮（PAC）
健常心では非リエントリー性の機序によるものが多い。器質性ではリエントリー性も稀に認められる。予後を悪化せず、QOLを向上させることを目的とした治療であるため、安全性の高い薬物を選ぶ。健常心、あるいはそれに近い薬物としてはIb群アプリンジン20mg2C2×やIc群のピルシカイニド50mg3T3× が好まれる傾向がある。軽度の弁膜症など器質性心疾患が認められる場合はIc群の投与は好ましくなくアプリンジンが好まれる傾向がある。アスペノンはIb群で唯一上室性不整脈に効果がある薬である。

#### 心室性期外収縮（PVC）
健常心では非リエントリー性の機序によるものが多い。器質性ではリエントリー性も稀に認められる。PCVは自動能性のものが多い。自動能ならば独自の興奮周期をもてば、先行洞周期との連結性が不定となる。この場合を副収縮という。しかし自動能性PVCであっても洞性興奮との間に電気的相互作用があるので期外収縮の揺れがでる。そのためか連結期が一定に見えることも稀ではない。連発が頻回にみられるタイプのPVCはtriggered activityであることも報告されている。安全性の高さからIb群メキシレチン100mg3C3×といった処方がよく見られる。心筋梗塞後もCAST study以降でも心室性不整脈防止の意味で投与を行うことがある。Ia群、Ic群よりも予後を悪化させる作用が少ないと考えられている。

### 心房粗動（AFL）
心房粗動は従来は器質性心疾患を背景とする場合が多いと述べられてきたが実際には非器質性の場合が多い。しかし、器質性心疾患の除外のための心臓超音波検査は必要である。カテーテルアブレーションが90%以上の成功率があるにも関わらず、薬物療法は決め手に欠ける場合が多い。心房粗動を放置するデメリットとしては、房室伝道が4:1のままならばよいが2:1となると動悸感を訴える場合が多いこと、心室レートの上昇により、心機能が低下することがあること、房室間の生理的な収縮の連関の喪失によって心臓の機械的効率が低下することがあること、血栓塞栓症のリスクとなること、心房細動に移行することがあることなどがあげられる。心房細動の移行に関しては心房粗細動という概念があるようにもともと合併しやすい疾患であるため、疑問視する声もある。III型抗不整脈薬であるニフェカラントやソタロールは心房粗動の洞調律化が期待できるが日本では発売されておらず心房粗動の停止で推薦できる薬物はほとんど存在しない。特にI群抗不整脈薬、Ic群は心房粗動への有効性は極めて低い。急性期の心機能低下や動悸症状を除いて、器質的心疾患や心臓機能低下がない患者にとって心室レートが落ち着いている心房粗動は害が少ないと考えられる。そのため治療で重要視されるのは心室のレートコントロールと抗凝固療法である。心房粗動の血栓塞栓症の発生頻度は年1.6%であり心房細動の1⁄3程度である。
治療が必要な状況としては動悸感が強い房室伝導比2：1の心房粗動などがあげられる。心電図ではNarrow QRS tachycardiaでありPSVTかATが鑑別にあげられる。2：1の心房粗動でもPSVTでも治療は房室伝道の抑制で基本的に同じであると考えると診断は若干楽になる。ベラパミル（5mg）2アンプルを生理食塩水20mLに溶解し、そのうち10mL（5mg）を血圧の測定をしながら5分かけて静注する。4：1伝導になれば治療は終了である。血圧が維持されているが2:1伝導のままであったらさらに10mり（5mg）を血圧の測定をしながら5分かけて静注する。これで伝導比が変化しなければ診断が誤っていた可能性がある。患者の状況が許されるのならベラパミル6T3×やメトプロロール（40）2T2×で4：1伝導を維持することもできる。βブロッカーでも治療を行うことができる。その場合はプロプラノロール（2mg）2アンプルを5%ブドウ糖に溶解し総量を20mLとし2mL/minで開始する。これで4：1伝導となることも期待できる。予防としてはメトプロロール40mg/dayかベラパミル4T/dayにリスモダンR300mg/dayとすることが多い。薬物療法の反応が悪い時は速やかに電気的除細動やカテーテルアブレーションを行う。

### 心房細動

#### 発作性心房細動（Paf）
定義上は治療しなくとも自然停止する心房細動である。疲労、ストレス、飲酒、脱水によって誘発されやすい。弁膜症や甲状腺機能亢進症といった基礎疾患に伴うものも多い。発作性心房細動の場合は患者が症状になれることが少なく、動悸を主訴に救急部に受診することも多い。発作性心房細動では頻脈となっていることが多いのでまずは心室レートのコントロールを行い、可能ならば洞調律化を目指す。血栓症の予防なども必要となるが、それらは循環器内科専門医のもとで行うべきである。f波がP波様にはっきりと確認できる場合は異所性興奮による期外収縮によるものであるため肺静脈離断のカテーテルアブレーションが効果的とされているが、ランダムリエントリーによるものも多い。行うべきことは器質性心疾患の確認、内分泌疾患の確認、心機能の評価とその他の不整脈の合併などである。これらの確認を行えば初期治療はある程度は行うことができる。

##### 急性期治療
動悸などを主訴にERや一般内科に来院した場合である。真っ先に行うべきことは診断および、背景因子の確認である。心不全が認められればその治療を優先する。心電図で背景となる器質性心疾患が認められない場合はプロカインアミド（100mg/1mL）400mgを生理食塩水で10mLとし1mL/minの速さで静注していく。頻回に血圧をモニタリングし400mg投与で血圧の低下が20mmHg以下で収縮期血圧が110mmHg以上であればさらに400mg同様の方法で静注する。これで効果が表れるのは30%1程度であるが、時間経過で発作が停止することも多い。その後専門医の下で精査の後治療を行う。心エコーで問題がないとわかっている段階のlone afであればもちいることができる薬は増える。ピルシカイニド（50mg/A）100mg、フレカイニド（50mg/A）100mg、ジソピラミド（50mg/A）100mg、シベンゾリン140mg（70mg/A）あたりまで投与できる。いずれも生理食塩水か5%ブドウ糖液で10mlにて希釈し5分以上かけて投与する。また経口摂取可能であればピルシカイニド100～150mgの単回投与を行うという方法もある。症状が落ち着けば、専門外来にて治療計画を立てることができる。

##### 慢性期治療
発作性心房細動の慢性期治療の目的は多数ある。基礎疾患の確認、洞調律の維持、血栓症の予防などがあげられる。以下に発作の減少をさせる薬をまとめる。
| 抗不整脈薬 | 説明 |
| ---------- | --- |
| Ia群       | 心機能に問題がないことが確認できていればジソピラミド、確認が不十分であればプロカインアミドがよく用いられる。                                                             |
| Ib群       | アプリンジンが心房細動に効果がある。Ic群に比較して効果が劣るとされているが多剤無効例では効果があることがある。                                                           |
| Ic群       | 心臓超音波検査による器質性心疾患の除外と心機能低下の除外が投与に必須となる。フレカイニド、ピルシカイニド、プロパフェノンは心房細動の発作と停止と予防に優れた効果がある。 |
| II群       | ベータブロッカーは発作の停止効果はないがレートコントロールに用いることがある。その他ベラパミル、ジゴキシンもレートコントロールに用いる。                                 |
| III群      | 血行動態の破綻を招く閉塞型肥大型心筋症にのみアミオダロンが適応がある。                                                                                                   |
| IV群       | 慢性心房細動にはベラパミルなども用いられるが発作性心房細動では用いない、ベプリジルは難治性発作性心房細動にも用いることがある。                                           |

発作性心房細動の治療にβブロッカーやワソランは単独では用いられないが併用はよくされる方法である。これは心室レートを抑制し自覚症状を改善させることが目的である。βブロッカーの場合は心房粗動が生じたときに1：1伝導を防止する効果もあり、交感神経賦活化による不整脈発生を抑制する効果がある。心房細動の治療でI群抗不整脈薬を使用中に心房粗動が発生することはよくある。これはもともと心房粗動を合併していたのか催不整脈による心房粗動か区別が難しい。1：1心房粗動となると血行動態的にリスクが高いためβブロッカーやベラパミルを併用する。発作性心房細動では慢性心房細動に比べれば脳血管障害のリスクは低いと考えられているが、CHADsスコアで1点以上のリスクがある患者ではワーファリンによる抗凝固療法が必要と考えられている。かつては抗血小板療法も行われたが、それは欧米における高用量アスピリン投与によるエビデンスであるため2009年現在、心房細動の脳血管障害防止の目的ではワーファリンを用いる。

#### 慢性心房細動（Caf）
ARRIRM Studyにて慢性心房細動に対してレートコントロールを行っても、リズムコントロールを行っても患者の生命予後、心血管イベントに有意差を認めなかったため一般的には慢性心房細動ならばβブロッカー、ベラパミル、ジギタリスによるレートコントロールと抗凝固療法が用いられる。βブロッカー、ベラパミル、ジギタリスという順に心拍数を下げる効果が高い。心機能低下や器質性心疾患といった基礎疾患がなければβブロッカーを用いることが多い。心拍数が100bpm以下であれば心房細動による心機能低下は起こりにくい。βブロッカーとしてはアテノロールが用いられることが多い。アテノロール25mgから開始し、50mgでもコントロールがつかなければジギタリスやCa拮抗薬を併用してシナジーに期待する。高齢者や心機能低下例ではハーフジゴキシンからはじめて、場合によってアテノロール25mgを追加するといった方法をとる。慢性心房細動か持続性心房細動かの判定に苦慮したら、年齢、左房径（40mm以上）、f波の消失などの所見を参考にする。

#### その他特殊な心房細動
徐脈頻脈症候群
洞不全症候群に発作性心房細動、心房粗動、心房頻拍、発作性上室性頻拍が合併したものである。頻脈性不整脈に対して抗不整脈薬を投与すると徐脈が重篤化する恐れがある。そのため治療を円滑に行うために心臓ペースメーカーの導入を行うこともある。
偽性心室頻拍
WPW症候群に合併する心房細動であり若年者にも認められる。RR不整を伴う心室頻拍のような心電図所見が特徴的である。非常に有名だがジギタリスやベラパミルは副伝導路の伝導性が高まり血行動態の破綻や心室細動に移行することがある。治療は副伝導路を抑制する抗不整脈薬でありI群の薬物である。ピルシカイニド50mgやフレカイニド50mgを5分以上かけて静注する、心房細動は停止しないことが多いが、δ波が消失し心拍数も110bpm以下になり自覚症状が改善することが多い。根治的にはカテーテルアブレーションが必要であるため、後日専門医の受診を勧める。

### 発作性上室性頻拍
PSVTと心電図で診断した場合はAVRT、AVNRT、1：1や2：1の心房粗動、心房頻拍の可能性がある。12誘導で十分な診断が可能なこともあるが難しい場合もある。十分な診断ができない場合はベラパミルを用いる場合が多い。ベラパミル（5mg/A）10mgを生理食塩水で20mLとし、そのうち10mLを5分かけて静注する。1分毎に25mm/secの心電図、血圧モニタリングを行う。βブロッカーよりマイルドだが血圧低下が起こる可能性がある。緩徐に投与すれば血圧低下は防げることもある。ベラパミル5mgの投与では効果不十分なことがほとんどである。心拍数に全く変化がなければ、心房頻拍、粗動波がみえてくれば心房粗動となるのでそれらの治療にうつる。続いてベラパミルの残りの5mgを投与する。途中で停止することがほとんどである。頻拍が停止したら投薬を中止する。ベラパミル10mgで停止しなければATPを用いる。これはほぼ100%の停止が期待できる。ATPは20mgまで投与可能である。再発予防としてはベラパミルかβブロッカーの経口薬を処方する。もし発作終了後の心電図でδ波が認められればAVRTの再発予防を行う。発作時頓用にベラパミル（40mg）2Tとプロプラノロール（20mg）1Tといった処方をよくみかける。βブロッカーとしてはメトプロロール80mg/dayまたはアテノロール50mg/dayが目安となる。若年者でQOLの問題から陰性変力作用が好ましくないときはジゴキシン0.125mgという処方もありえる。しかし効果には限界がある。PSVTと高血圧の治療を同時に行いたいがβブロッカーを用いたくないときはジルチアゼムを用いる。ジルチアゼム200mg/dayならば頻回のPSVTも予防できる。
WPW症候群によるPSVT（AVRT）と診断がついた時
顕性のWPW症候群の発作性上室性頻拍ではI群の抗不整脈薬を優先して用いる。PSVTの停止としては房室伝導の抑制でも副伝導路の抑制でもよい。WPW症候群のPSVTでもAVRTとは限らないため、逆行性P波は必ず確認する。AVRTであればI群の抗不整脈薬で停止する。プロカインアミド（100mg/1ml）400mgを生理食塩水で10mlとし側管より2mL/minで投与する。これで停止することは少ないのでさらにプロカインアミド（100mg/1mL）400mgを生理食塩水で10mLとし側管より1ml/minとさらにゆっくり投与する。プロカインアミド800mgで停止しない場合はATPで停止する。他の方法としてはジソピラミドを用いる方法もある。ジソピラミド（50mg/5mL）を生理食塩水で10mlで希釈し5分かけて投与する。またIc群は副伝導路の抑制が強いため使いやすい。ピルシカイニド50mgを5分かけて投与、上限は100mgやフレカイニド50mgを5分かけて投与という方法もある。上限量で停止しなければATPを用いる。再発予防はフレカイニド（50mg）2T2×で行う。効果不十分であったら薬剤変更ではなく増量でありフレカイニド（100mg）2T2×とする。不顕性のWPW症候群である場合はあくまでAVNRTの治療を行うことに注意が必要である。

### wide QRS tachycardia
wide QRS tachycardiaは大きく分けると2つある。ひとつは心室性頻拍であり、もう一つは上室性頻脈性不整脈（PSVT、心房細動、心房粗動、心房頻拍）でなんらかの原因でQRSが拡大しているものである。QRSが拡大する原因としてはもともと脚ブロックや心室内伝導障害がある場合、変行伝導（頻脈のため生じた機能的な脚ブロック）が最も多い。WPW症候群などの場合旋回路が特殊であったり心房頻拍や心房粗動の興奮がバイスタンダーの副伝導路を降りていく場合など特殊な例も存在する。これらの鑑別は直前の心電図を参照するか診断的な治療が必要である。それらについては後述する。

#### 急性期の対応
心室性頻拍は基礎疾患にもよるが血行動態に余裕があるものから直ちに心室細動に移行する危険なものまで様々存在する。パルスレスVTの場合はACLS、BLSに基づき電気的除細動が必要となる。まずは血圧測定を行う。収縮期血圧が80mmHg以下であれば抗不整脈薬の使用は危険であり、直ちに直通電流を行う。これは静脈確保に優先しても問題ない。次に静脈確保を行う、血管の維持ができれば輸液製剤は特にこだわらない。そして酸素供給、蘇生ができる準備を整える。そして12誘導心電図と血圧測定を行い、余裕があるのならこのタイミングで直通除細動を行う。
蘇生が必要な状態でなければ薬剤による治療を行う。リドカイン（100mg/5mL）を5%ブドウ糖液で20mLとし半分の50mgを3分で投与する。VTが停止しないまでもこれによって心拍数の低下が期待できる。心拍数が低下（例えば170bpmから150bpmへ）してきたら残る50mgを5分ほどで投与する。停止しなければ電気的除細動を用いることとなる。あえて抗不整脈薬で止めたければフレカイニド（100mg/1mL）400mgを生理食塩水で10mlに溶解し1mL/hrで投与する。フレカイニドは800mg位まで投与可能である。QRS幅が20%以上増加したら投与停止する。ここまでやってもVTが停止しなければ電気的除細動を行う。

#### 慢性期の対応
循環動態が悪くなっていない場合である。徒歩で来院できた場合などが該当する。まず鑑別すべきは特発性心室性頻拍である。これはリドカインが無効であり特異的な治療が存在するからである。右脚ブロックに左軸偏位を合併しているタイプは左室中隔辺り、心内膜のプルキンエ線維がリエントリー回路に参加しておりベラパミルが著効する。そのためベラパミル感受性VTと呼ばれている。ベラパミル6T3×のほか、カテーテルアブレーションが有効である。右脚ブロックに左軸偏位が合併しているものは右室流出路とその近傍を起源としており非リエントリー性でありトリガードアクティビティが関与していると考えられている。まれに左室流出口近傍起源のものも存在するがこれらはcAMP依存性であるためベラパミルやβブロッカーが用いられる。すなわちベラパミル6T3×やメトプロロール（40mg）2T2×の処方が有効でカテーテルアブレーションの適応にもなる。